# Палетка Нармера
Пале́тка Нарме́ра — алевролитовая пластина (палетка) культового назначения, которая использовалась для ритуального растирания красок. Датируется концом IV тыс. до н. э. На обеих сторонах палетки имеются рельефные изображения фараона Нармера. Палетка Нармера исполнена в виде победной стелы и повествует о триумфальной победе Верхнего Египта над Нижним. Это подарок царя Первой или Нулевой династии Иераконпольскому храму, который увековечивал его победу над мятежными ливийскими номами в Западной дельте Нила. У археологов есть предположение, что на ней изображена победа армии Нармера над городом Уашем.
Палетка является одним из первых экспонатов, предстающих перед посетителями Египетского музея в Каире.

## Описание
Палетка, которая пережила пять тысячелетий в почти идеальном состоянии, была найдена в составе других артефактов в Иераконполе, древней додинастической столице, расположенной на юге Египта, британскими археологами Джеймсом Квибеллом и Фредериком Грином, во время экспедиции 1897—1898 годов.
Палетка представляет собой пластину в форме щита или стелы высотой 63,5 см, шириной 42 см и толщиной 2,5 см. Предмет вырезан из цельного куска темного серо-зелёного алевролита. Материал иногда ошибочно идентифицируют как шифер или сланец. Однако шифер слоистый и имеет склонность к шелушению, а у сланцев большое содержание случайным образом распределенных зёрен минерала. Алевролит же отличается от обоих этих материалов мелкозернистостью и жёсткостью, благодаря чему его использовали со времён додинастического периода, а в Древнем царстве даже высекали из него скульптуры. В частности, из алевролита сделана статуя фараона Хасехемуи (II династия), также найденная в Иераконполе.
Изображения на обеих сторонах палетки Нармера представляют собой выпуклый рельеф. Лицевая сторона (аверс) состоит из четырёх регистров, оборотная (реверс) — из трёх. Верхний регистр лицевой и оборотной сторон оформлен практически одинаково: в центре расположена вписанная в серех иероглифическая надпись с хоровым именем Нармера, но между аверсом и реверсом имеется различие в стилизованном изображении фасада дворца. По краям обеих сторон верхнего регистра расположены изображения двух стилизованных человеческих лиц с коровьими ушами и сильно изогнутыми рогами. Они отождествляют богиню неба Хатхор, покровительницу фараонов, и богиню коровы Бат, покровительницу седьмого нома Верхнего Египта.
Рельефы на обеих сторонах палетки представляют пять сцен.

### Аверс

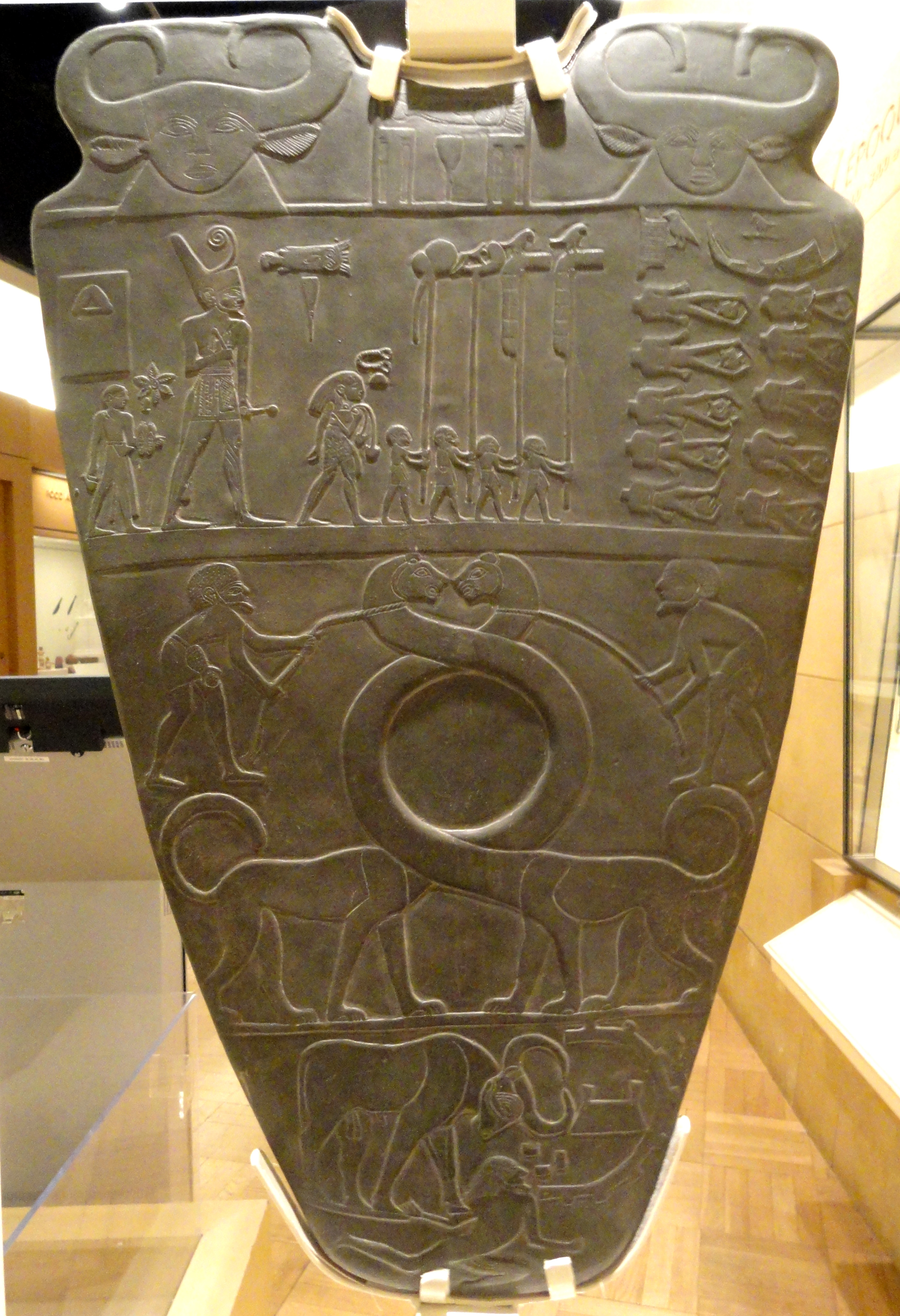
Аверс палетки Нармера

Смысл композиции раскрывается иносказательным языком в сценах, расположенных фризообразными регистрами.
Во втором сверху регистре изображён шествующий Нармер, сопровождаемый шестью людьми. Их фигуры даны в соответствии с иерархической шкалой: Нармер ростом выше всех остальных, два других человека в процессии, идущие соответственно прямо перед ним и позади него — ростом ему до пояса (вероятно, это высшие царские сановники), а ещё четыре человека впереди — ростом ему лишь до колена.
Нармер одет в тунику, завязанную через левое плечо и подпоясанную бычьим хвостом. Фараон представлен в «красной короне» правителей Нижнего Египта, увенчивающей его в знак победы над ними. В левой руке он держит булаву, а в правой — цеп, то есть два символа своей царской власти. Справа от него находятся иероглифические символы его имени, но они не содержатся в серехе. Позади него идёт человек, в левой руке несущий царские сандалии, а в правой — сосуд для омовения. Возможно, его имя представлено розеткой, расположенной рядом с его головой, и вторым прямоугольным символом, который не имеет чёткой интерпретации, но который может представлять город или цитадель. Непосредственно перед фараоном идёт длинноволосый человек, рядом с которым имеется пара иероглифов, которые были интерпретированы как его имя: «Чет» (это предполагает, что эти символы имели такое же фонетическое значение, что и в более поздних иероглифических письменах). Перед этим человеком идут четыре знаменосца, несущие на вершинах вертикально удерживаемых древков шкуру животного, объёмное изображение собаки и объёмные изображения двух соколов (по всей видимости, это первое из известных истории изображений вексиллумов или чего-то подобного). 
Вся эта процессия идёт направо, в сторону лежащих в два ряда десяти обезглавленных трупов со связанными у локтей руками, головы трупов уложены между их ног. По всей видимости, трупы — это жертвы завоевания Нармера, взятые в плен и затем обезглавленные. Над трупами — символы корабля, сокола и гарпуна, которые интерпретируются как обозначающие названия городов или местностей, которые были завоёваны.
В третьем сверху регистре изображены переплетённые длинношеие львы (серпопарды), которых держат на поводках двое бородатых мужчин. Их шеи обрамляют центральный круг палетки Нармера, что может, по мнению учёных, символизировать насильственное объединение двух частей страны.
В нижнем регистре изображён олицетворяющий фараона бык, разбивающий рогами вражескую стену и топчущий ногами фигуру поверженного человека.

### Реверс

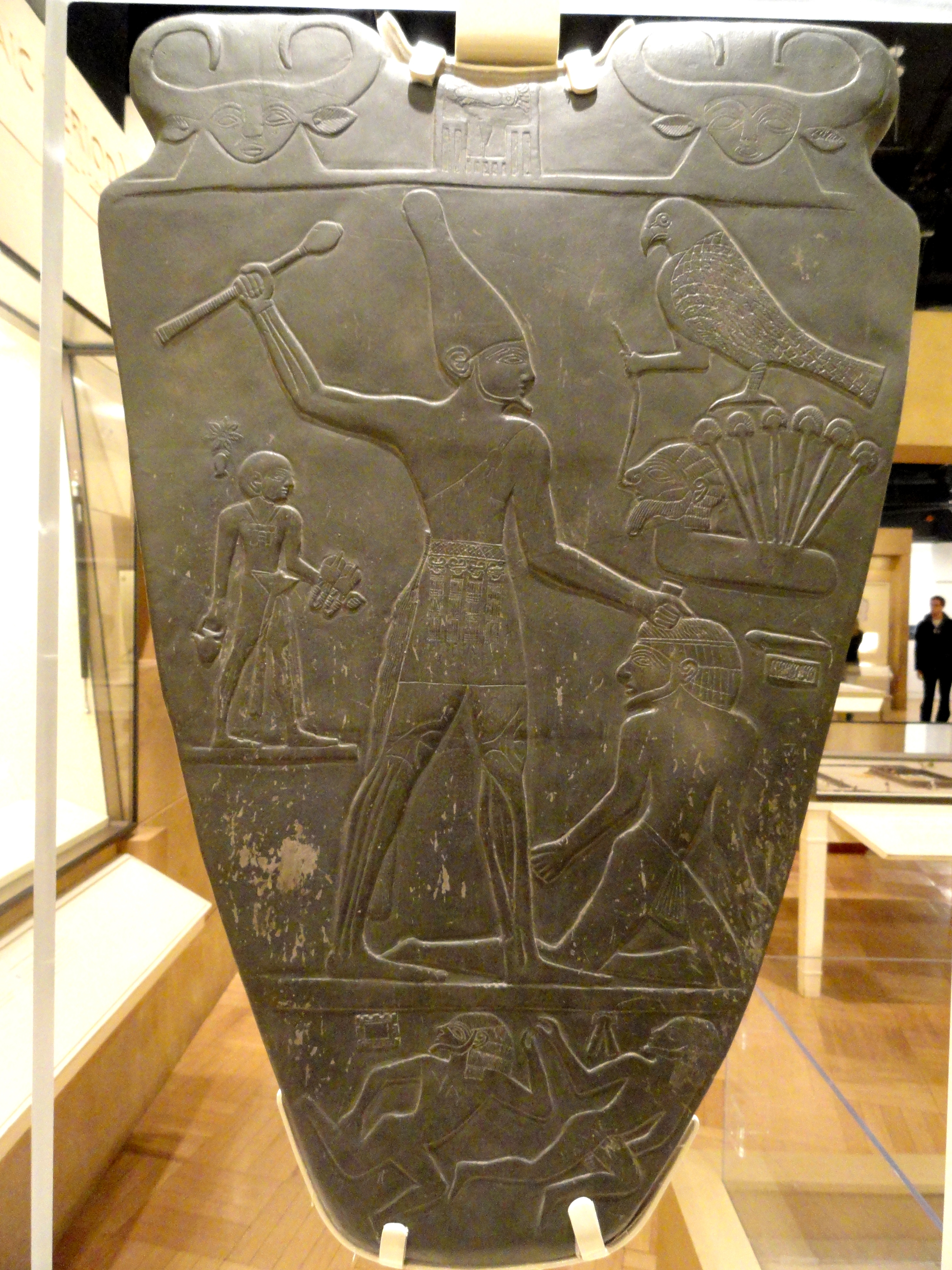
Реверс палетки Нармера

На обратной стороне палетки изображён царь Нармер, который замахивается булавой на пленного северянина. Фараон держит пленного за волосы. Фигура Нармера занимает центр композиции. На нём те же одежды, но голову венчает уже «белая корона» Верхнего Египта. Слева от Нармера изображена та же фигура носителя царских сандалий, что и на лицевой стороне палетки. Справа от царя бог Гор в виде сокола держит в лапе верёвку, продетую сквозь губу человеческой головы, которая поднимается из иероглифического знака земли. Под изображением сокола помещены шесть стеблей папируса, каждый из которых в египетской системе счёта означает тысячу. Пиктограмма означает, что царь захватил в завоёванной им стране шесть тысяч пленников.
Правее головы пленника изображена острога, а под ней — прямоугольник с волнистыми линиями, что может означать наименование страны — «на берегу моря». Часть египтологов считает, что это ранние иероглифы, обозначающие «гарпун» и «озеро».
В нижнем регистре реверса палетки видны изображения двух обнажённых мужчин. Это враги фараона. Их позы нельзя расценить однозначно: они или бегут прочь от фараона, оглядываясь на него, либо лежат поверженными на земле. Слева от головы каждого из этих мужчин есть иероглифический знак: первый изображает город, обнесённый стеной, второй - тип узла, вероятно, обозначающий название побеждённого города.

## Историческая ценность и споры
Находка является образцом раннего начала письменной истории Древнего Египта и представляет собой переходную ступень от рисуночного письма к иероглифическому. Её можно рассматривать и как произведение изобразительного искусства, и как образец письменности.
Найденный артефакт позволяет выделить признаки формирования системы древнеегипетского канона. Кроме приёма изображения человеческой фигуры на плоскости, в «палетке Нармера» формируется и ряд специфических признаков, характерных для памятников древнеегипетского искусства:
- расположение сцен по горизонтальным регистрам;
- разномасштабность фигур;
- комбинирование фронтальных и боковых элементов;
- пропорциональная соразмерность;
- замкнутость композиционных построений.

### Достоверность событий
Благодаря этой палетке исследователи считают Нармера основателем Египта. Он объединил враждовавшие между собой Верхний и Нижний Египет в единое государство. Однако ранее мнения египтологов по поводу сюжета разделялись. Одни ученые считали, что палетка представляет собой запись реальных событий, другие утверждали, что это объект, предназначенный для создания единой мифологии господства Нармера над Верхним и Нижним Египтом.
Долгое время считалось, что на палетке либо изображено объединение с Нижним Египтом царём Верхнего Египта, или записаны последние военные успехи над ливийцами, или разгром последнего оплота династии Нижнего Египта в Буто.
Вызывает разногласия у ученых и датировка событий. Примеры толкования:
- О. Мариетт — 5004 г. до н. э.;
- Г. Бругш — 4455 г. до н. э.;
- Р. Лепсиус — 3892 г. до н. э.;
- Г. Штейндорф — 3200 г. до н. э.;
- Дж. Брестед — 3400 г. до н. э.;
- В. В. Струве — 3200 г. до н. э..